# Gustav Radbruch

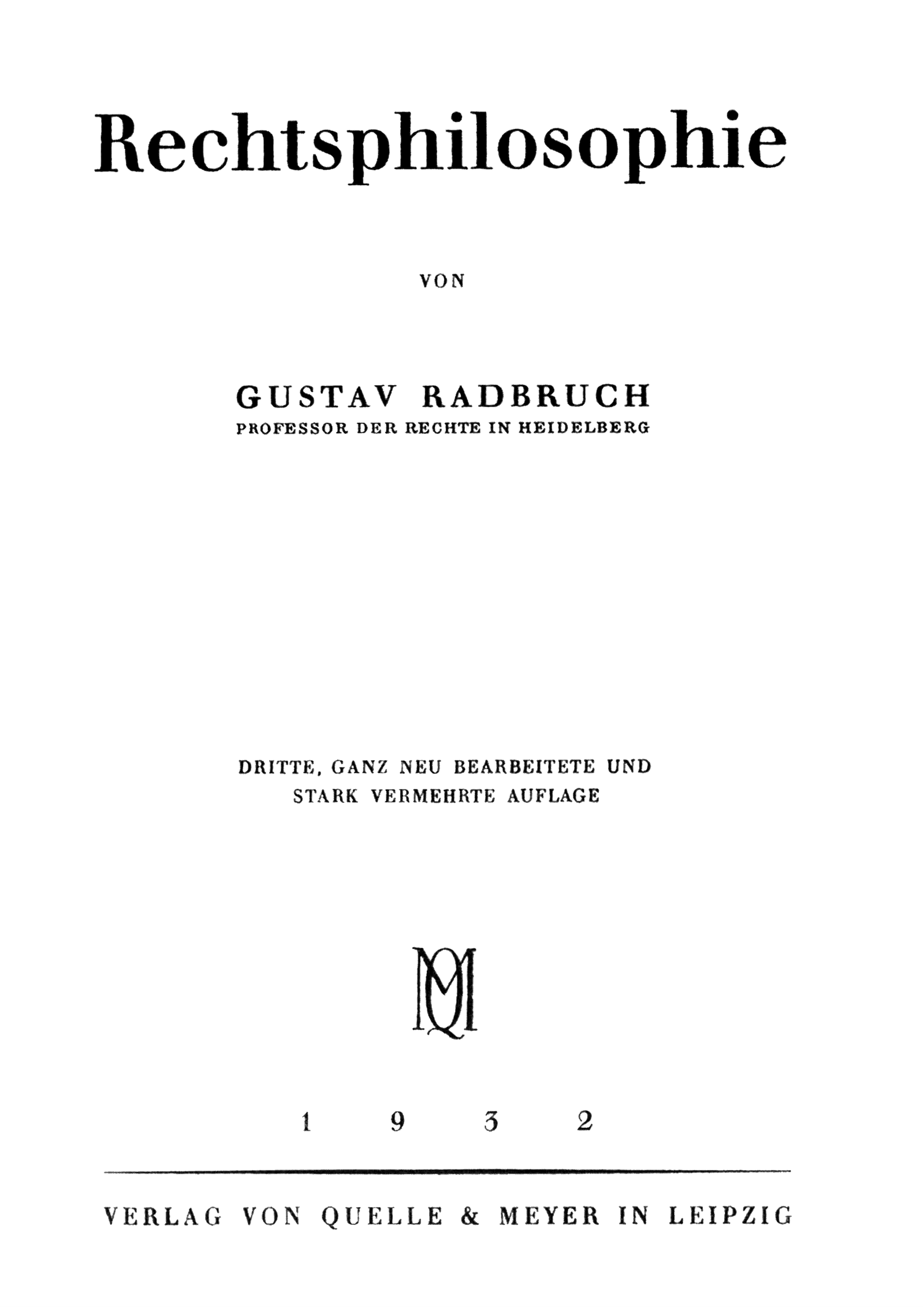
Tytułowa strona „Rechtsphilosophie” autorstwa Gustava Radbrucha z 1932 r.

Gustav Radbruch (ur. 21 listopada 1878 w Lubece, zm. 23 listopada 1949 w Heidelbergu) – niemiecki filozof i profesor prawa.

## Życiorys
Przedstawiciel neokantowskiej szkoły badeńskiej. W latach 1920–1924 deputowany do Reichstagu z ramienia SPD. Minister sprawiedliwości republiki Weimarskiej w drugim gabinecie kanclerza Josepha Wirtha (październik 1921 – listopad 1922) i dwu gabinetach Gustava Stresemanna (sierpień – listopad 1923).
Przeszedł do historii głównie dzięki tzw. formule Radbrucha (lex iniustissima non est lex, czyli prawo krańcowo niesprawiedliwe nie jest prawem), zgodnie z którą przepisy prawa stanowionego (lex), które są „rażąco, w najwyższym stopniu sprzeczne” z prawem naturalnym (ius), mogą i powinny być w procesie stosowania prawa traktowane tak, jakby w ogóle nie obowiązywały.
Radbruch pisał:

Pozytywizm utożsamiający ustawę z prawem jest współwinny udziału niemieckiej nauki prawa w tworzeniu stanu prawnego lat narodowego socjalizmu